# Trevor Goddard (Cricketspieler)
Trevor Leslie Goddard (* 1. August 1931 in Durban, Südafrikanische Union; † 25. November 2016 in Fouriesburg, Südafrika) war ein südafrikanischer Cricketspieler, der zwischen 1955 und 1970 für die südafrikanische Nationalmannschaft spielte.

## Aktive Karriere
Goddard gab sein First-Class-Debüt in der Saison 1952/53 und spielte in der Folge für Natal und North Eastern Transvaal. Sein Test-Debüt in der Nationalmannschaft erfolgte im Juni 1955 bei der Tour in England. Im zweiten Test der Serie erreichte er insgesamt sieben Wickets (4/59 & 3/96) als Bowler. Im dritten Spiel der Serie folgte ein Fifty (62 Runs) am Schlag und drei Wickets (3/53) mit dem Ball, womit der erste Sieg der Serie erfolgte. Während des vierten Tests gelangen ihm neben einem Fifty (74 Runs) ein Five-for (5/69), womit er half die Serie auszugleichen. Im abschließenden Test konnte er erneut fünf Wickets erzielen (5/31), damit jedoch die Serien-Niederlage nicht vermeiden. Beim Gegenbesuch der englischen Mannschaft in der Saison 1956/57 konnte er nach je drei Wickets in den ersten beiden Spielen (3/51 und 3/62) je ein Fifty (69 und 67 Runs) in den beiden folgenden Tests erzielen. Im Jahr darauf kam Australien für eine Serie nach Südafrika, wo ihm zwei weitere Fifties (90 und 56* Runs) gelangen.
Im Juni 1960 reiste er mit dem Team nach England, wo ihm im dritten Test fünf (5/80) und im vierten drei (3/26) Wickets gelangen. Die Tour schloss er dann mit einem Fifty (99 Runs) und weiteren drei Wickets (3/69) im fünften Spiel ab. Daraufhin erklärte er seinen Rücktritt und zog nach England, widerrief dieses jedoch ein paar Jahre später. Für die Tour in Australien in der Saison 1963/64 wurde er als Kapitän benannt. Hier begann er im ersten Test mit einem Fifty (52 Runs), bevor er im dritten Spiel gleich zwei davon erreichte (80 und 84 Runs). Im vierten Test folgte dann ein Five-for über 5 Wickets für 60 Runs, bevor er die Tour im fünften Test mit einem Fifty über 93 Runs abschloss und so das Team zu einer ausgeglichenen Serie führte. Damit etablierte er das südafrikanische Team als einen wichtigen Faktor im internationalen Cricket. Die sich daran anschließende Tour in Neuseeland endete in einem sieglosen unentschieden, als ihm ein Fifty (63 Runs) im zweiten und ein Fifty (73 Runs) und vier Wickets (4/18) im dritten Test gelang.
Im folgenden Jahr kam England nach Südafrika, wobei ihm im zweiten Test ein Fiftxy über 50 Runs gelang. Im vierten Spiel der Serie konnte er im ersten Innings ein Fiofty über 60 Runs und im zweiten sein erstes internationales Century über 112 Runs erreichen, bevor er im abschließenden Spiel noch einmal ein Half-Century (61 Runs) erreichte. Jedoch reichte dies nicht um die Serienniederlage zu vermeiden. In der Folge wurde er von seinem Kapitänsamt entbunden und in dieser Position durch Peter van der Merwe ersetzt, woraufhin Goddard sich für die Tour in England in der Saison 1965 nicht zur Verfügung stellte. In der Saison 1966/67 folgte eine Tour gegen Australien, wo er wieder dabei war. Im ersten Test erreichte er 6 Wickets für 53 Runs, womit er den Sieg sicherstellte. Im vierten Test erzielte er zwei Mal drei Wickets (3/36 & 3/23), bevor im letzten Spiel ihm dieses erneut gelang (3/13 & 3/63) und zusätzlich zwei Fifties (74 und 59 Runs) erreichte und so das Team zu einem 3–1 Seriensieg führte. Seine letzte Tour absolvierte er in der Saison 1969/70. Im dritten Test hatte er noch 3 Wickets für 27 Runs zum Sieg beigesteuert, wurde dann jedoch aus dem Team genommen, da die Serie gewonnen war und er erklärt hatte nach dieser nicht weiter für das Team zur Verfügung zu stehen.

## Nach der aktiven Karriere
Nach seiner Cricket-Karriere arbeitete er als Sportdirektor an der Universität von Natal und später als Priester. Im Jahr 1985 wurde er schwer bei einem Autounfall verletzt, konnte sich dennoch davon erholen. Nach einer längeren Krankheit verstarb er im November 2016 im Alter von 85 Jahren.